# Liste der Kulturdenkmale in Bönningstedt
In der Liste der Kulturdenkmale in Bönningstedt sind alle Kulturdenkmale der schleswig-holsteinischen Gemeinde Bönningstedt (Kreis Pinneberg) aufgelistet (Stand: 10. März 2025).

## Legende
In den Spalten befinden sich folgende Informationen:
- Objekt-ID: die Nummer des Kulturdenkmales
- Lage: die Adresse des Kulturdenkmales und die geographischen Koordinaten. Kartenansicht, um Koordinaten zu setzen. In der Kartenansicht sind Kulturdenkmale ohne Koordinaten mit einem roten Marker dargestellt und können in der Karte gesetzt werden. Kulturdenkmale ohne Bild sind mit einem blauen Marker gekennzeichnet, Kulturdenkmale mit Bild mit einem grünen Marker.
- Offizielle Bezeichnung: Bezeichnung des Kulturdenkmales
- Beschreibung: die Beschreibung des Kulturdenkmales
- Bild: ein Bild des Kulturdenkmales

## Bauliche Anlagen
| Objekt-ID     | Lage                                        | Offizielle Bezeichnung | Beschreibung | Bild                             |
| ------------- | ------------------------------------------- | ---------------------- | --- | -------------------------------- |
| 8068 Wikidata | Kieler Straße (53° 40′ 47″ N, 9° 54′ 20″ O) | Vollmeilenstein        | Vollmeilenstein der Altona-Kieler Chaussee. Entfernungsangabe Südseite: Altona 2 M(eilen = ca. 15 km) Nordseite: Kiel 10¼ M(eilen = ca. 77 km). Auf der Vorderseite erhabenes Königsmonogramm Frederik VI. und Jahreszahl 1832. Alteintragung (Aktualisierung vorgesehen) - Begründung: geschichtlich, wissenschaftlich, Kulturlandschaft prägend - Schutzumfang: gesamtes Objekt - Denkmaltyp: Bauliche Anlage | weitere Fotos \| Fotos hochladen |

## Ehemalige Kulturdenkmale
Bis zum Inkrafttreten der Neufassung des schleswig-holsteinischen Denkmalschutzgesetzes am 30. Januar 2015 waren nachfolgend aufgeführte Objekte als Kulturdenkmale gemäß §1 des alten Denkmalschutzgesetzes (DSchG SH 1996) geschützt:
| Objekt-ID | Lage                                           | Offizielle Bezeichnung | Beschreibung | Bild            |
| --------- | ---------------------------------------------- | ---------------------- | ------------ | --------------- |
|           | Dorfstraße 51 (53° 39′ 51″ N, 9° 54′ 46″ O)    | Hofanlage: Haupthaus   |              | Fotos hochladen |
|           | Dorfstraße 51 (53° 39′ 52″ N, 9° 54′ 47″ O)    | Hofanlage: Scheune     |              | Fotos hochladen |
|           | Kieler Straße 19 (53° 39′ 51″ N, 9° 54′ 46″ O) | Hallenhaus mit Scheune |              | Fotos hochladen |

## Quelle
- Liste der Kulturdenkmale in Schleswig-Holstein – Kreis Pinneberg (PDF)

- Karte mit allen Koordinaten:
- OSM |
- WikiMap